# Cana Verde
Cana Verde är en kommun i Brasilien.   Den ligger i delstaten Minas Gerais, i den sydöstra delen av landet, 600 km sydost om huvudstaden Brasília. Antalet invånare är 5 589.
Omgivningarna runt Cana Verde är huvudsakligen savann. Runt Cana Verde är det ganska tätbefolkat, med 56 invånare per kvadratkilometer.